# Scytodes kaokoensis
Espèce
Scytodes kaokoensis est une espèce d'araignées aranéomorphes de la famille des Scytodidae.

## Distribution
Cette espèce est endémique de Namibie.

## Description
La femelle holotype mesure 4,6 mm.

## Étymologie
Son nom d'espèce, composé de kaoko et du suffixe latin -ensis, « qui vit dans, qui habite », lui a été donné en référence au lieu de sa découverte, Kaoko.

## Publication originale
- Lawrence, 1928 : Contributions to a knowledge of the fauna of South-West Africa VII. Arachnida (Part 2). Annals of the South African Museum, vol. 25, p. 217-312 (texte intégral).